# Biserica de lemn din Cernădia

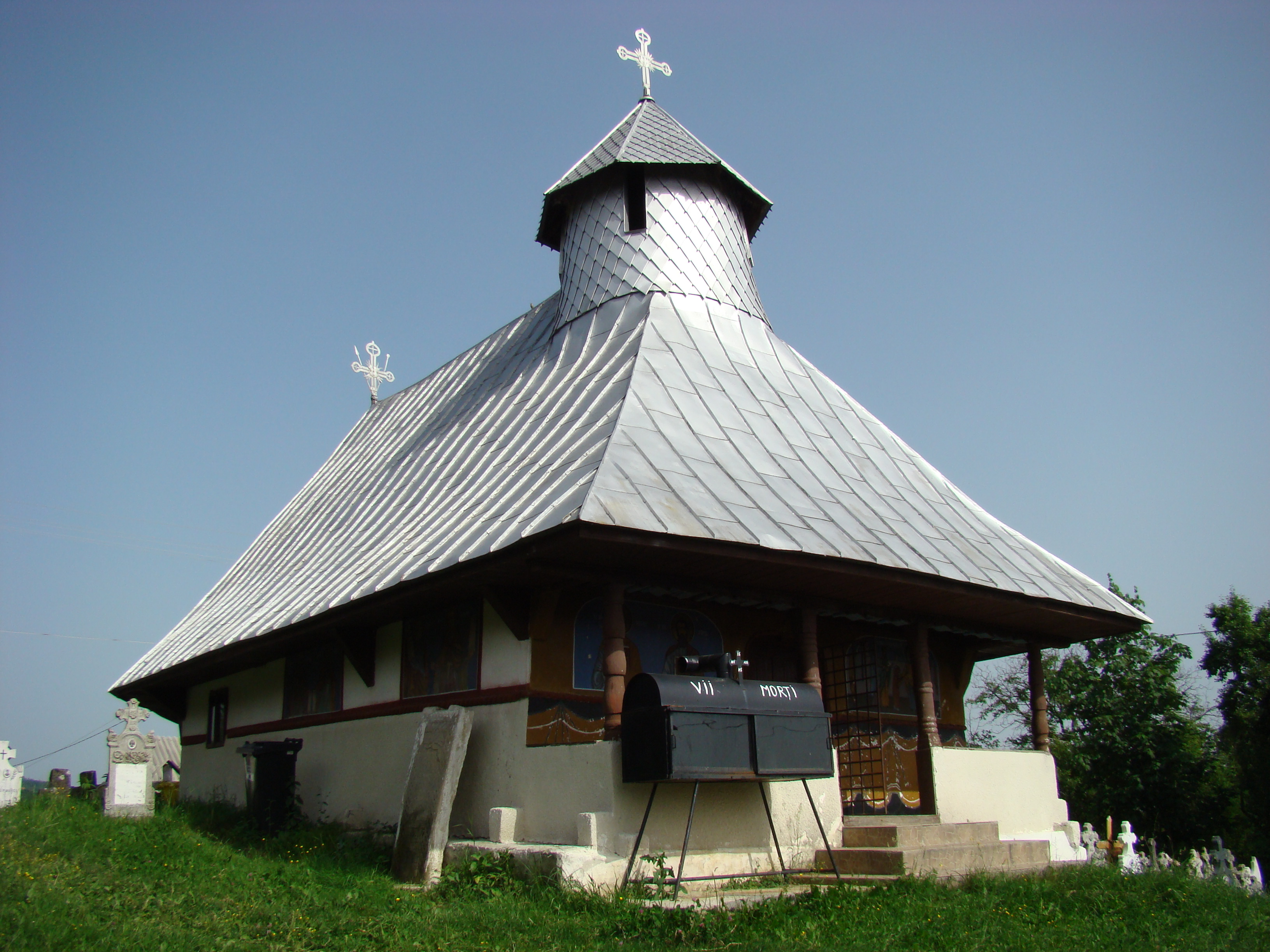
Biserica de lemn „Sfântul Ioan Botezătorul” din Cernădia, comuna Baia de Fier, județul Gorj, foto: iunie 2010.

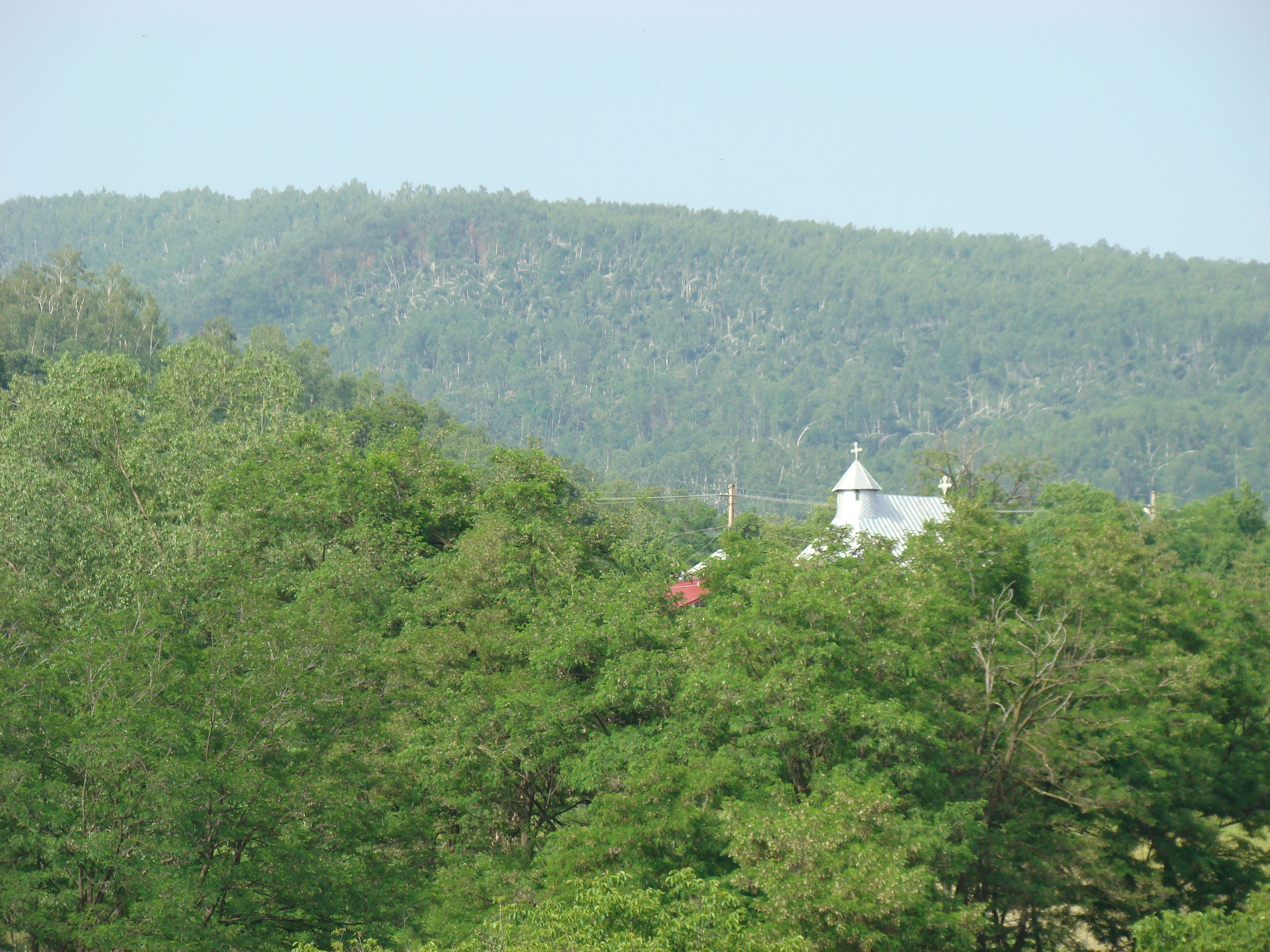
Biserica din depărtare

Biserica de lemn din Cernădia, comuna Baia de Fier, județul Gorj, a fost construită în jur de 1731 . Are hramul „Sfântul Ioan Botezătorul”. Biserica se află pe noua listă a monumentelor istorice sub codul LMI:  GJ-II-m-B-20134.

## Imagini din exterior

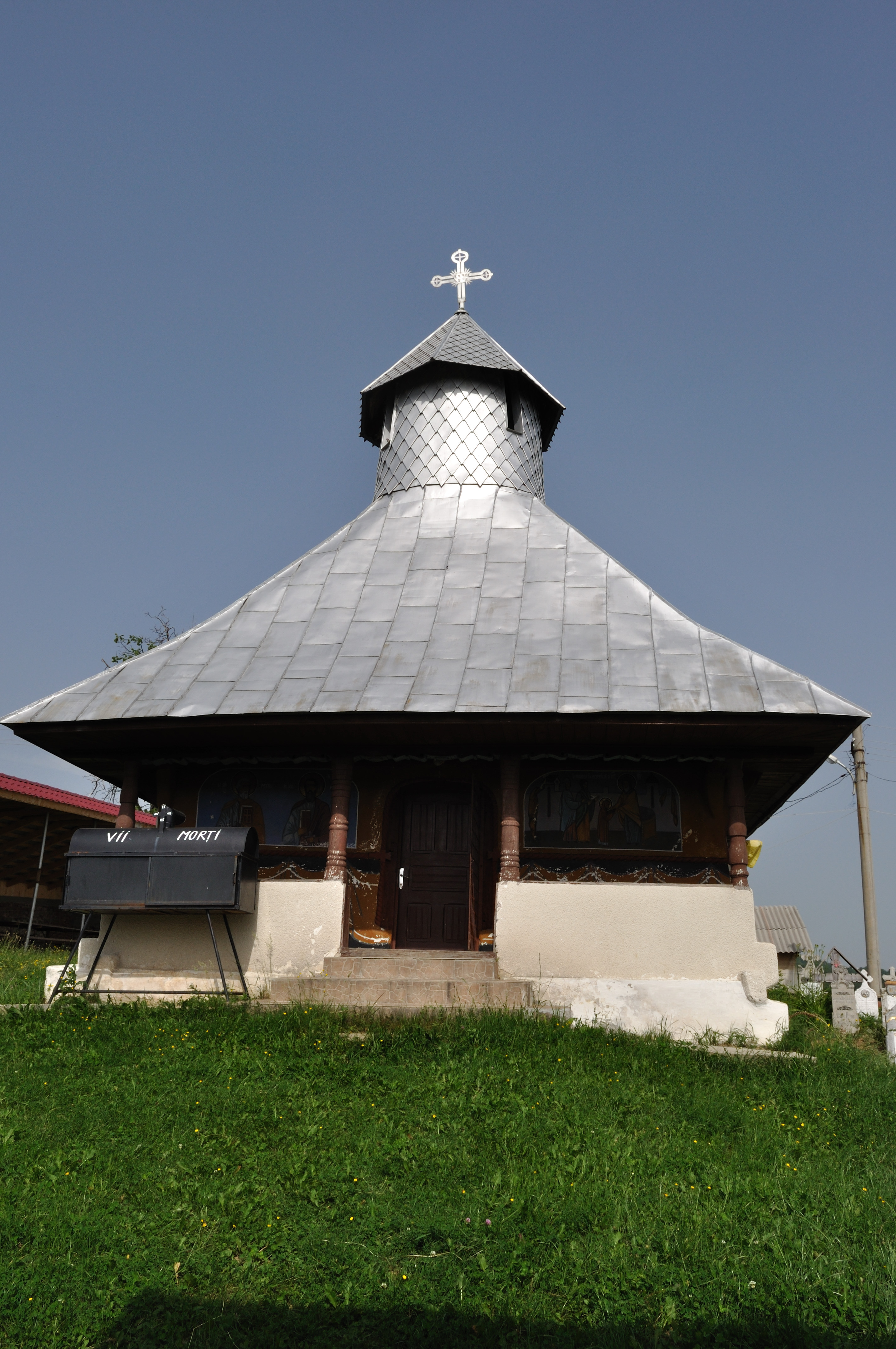
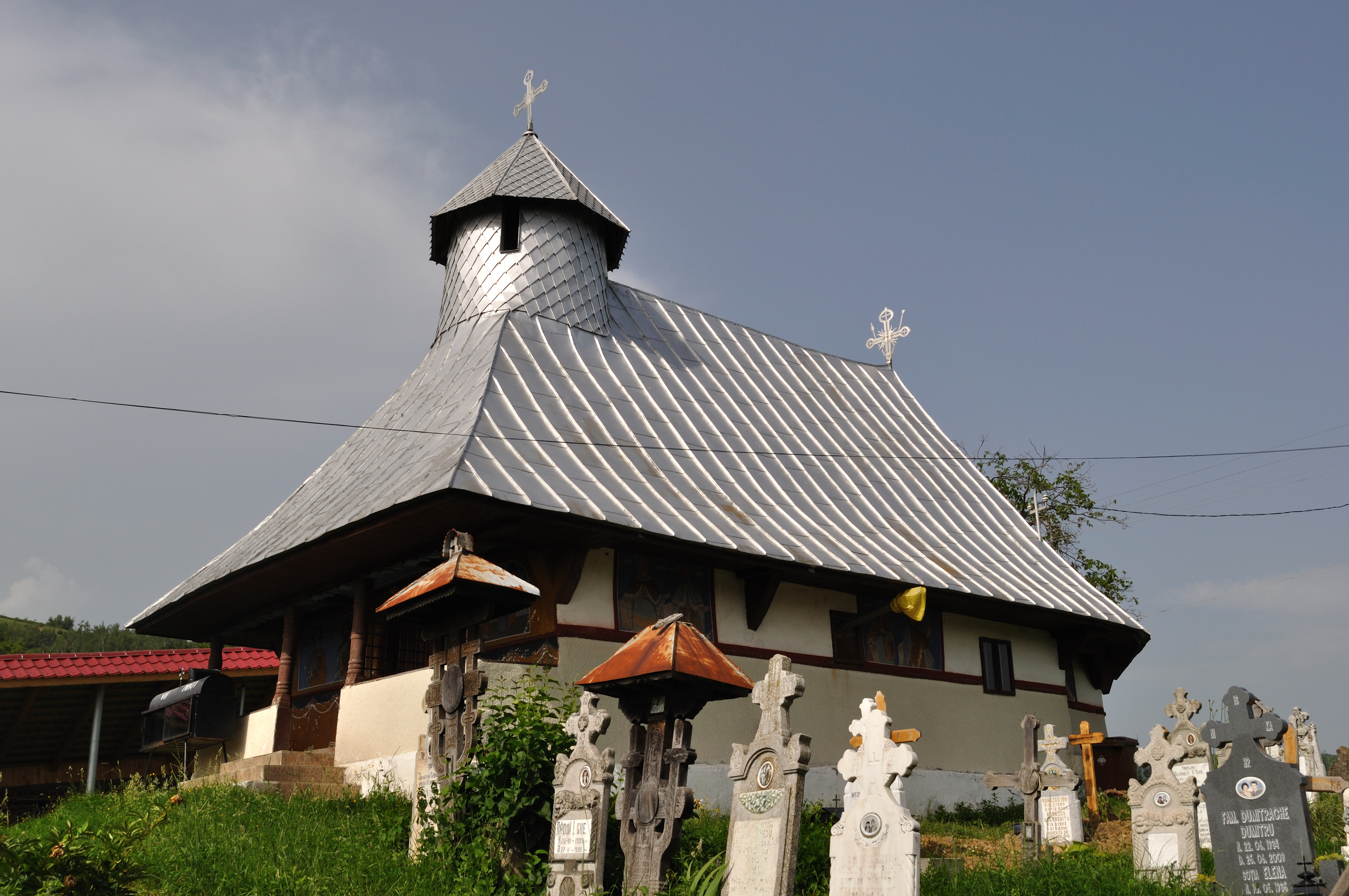
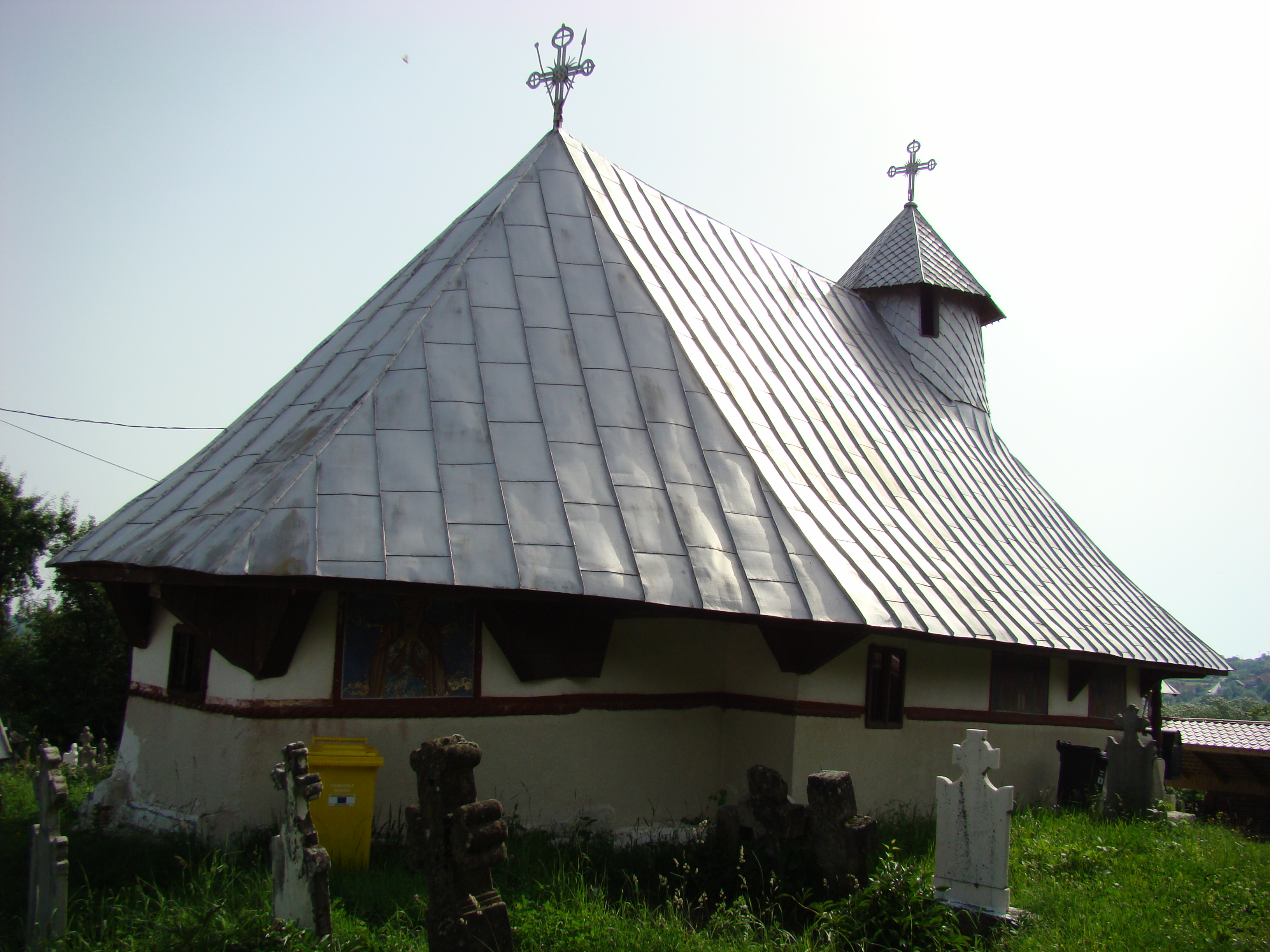
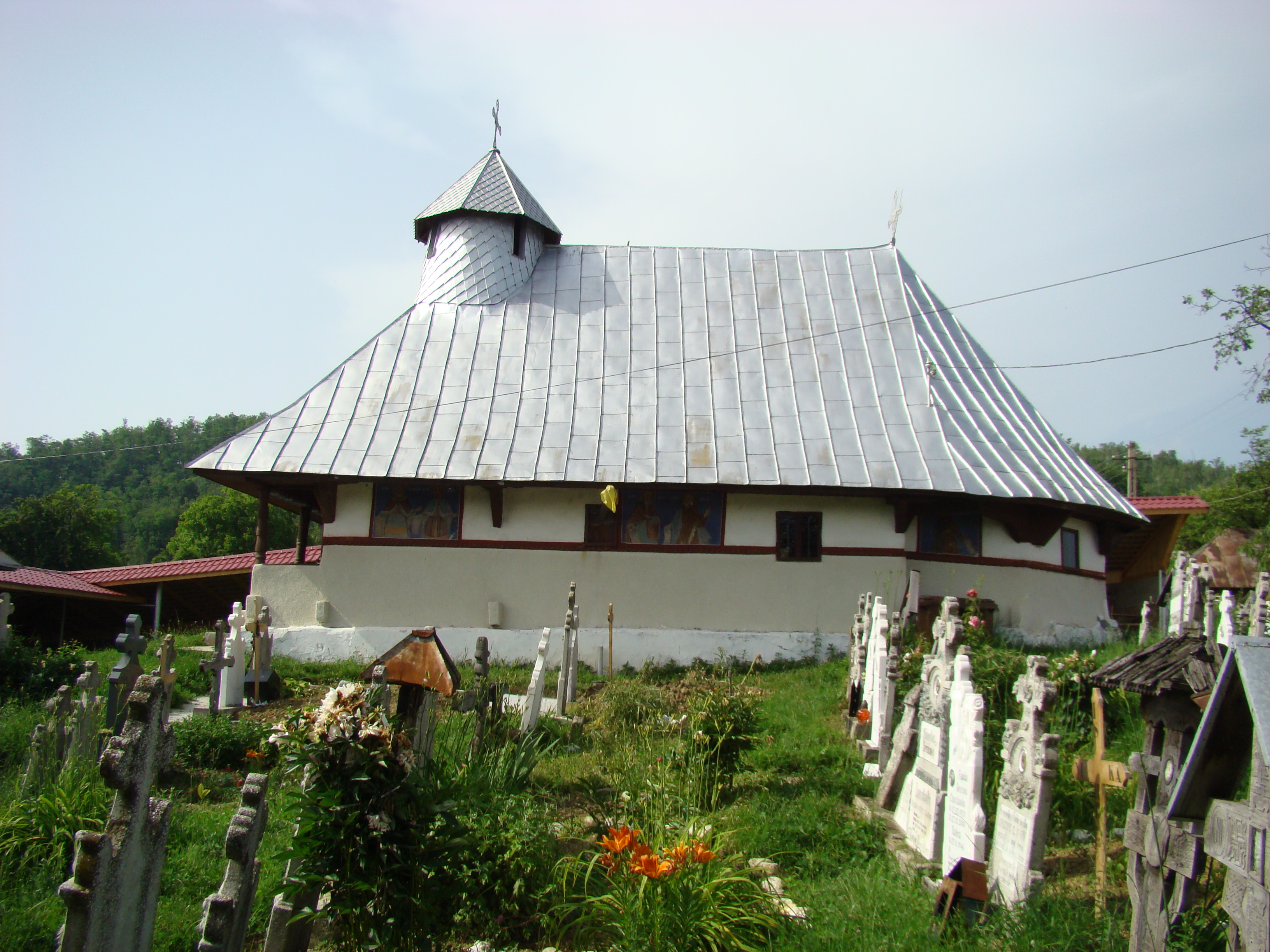
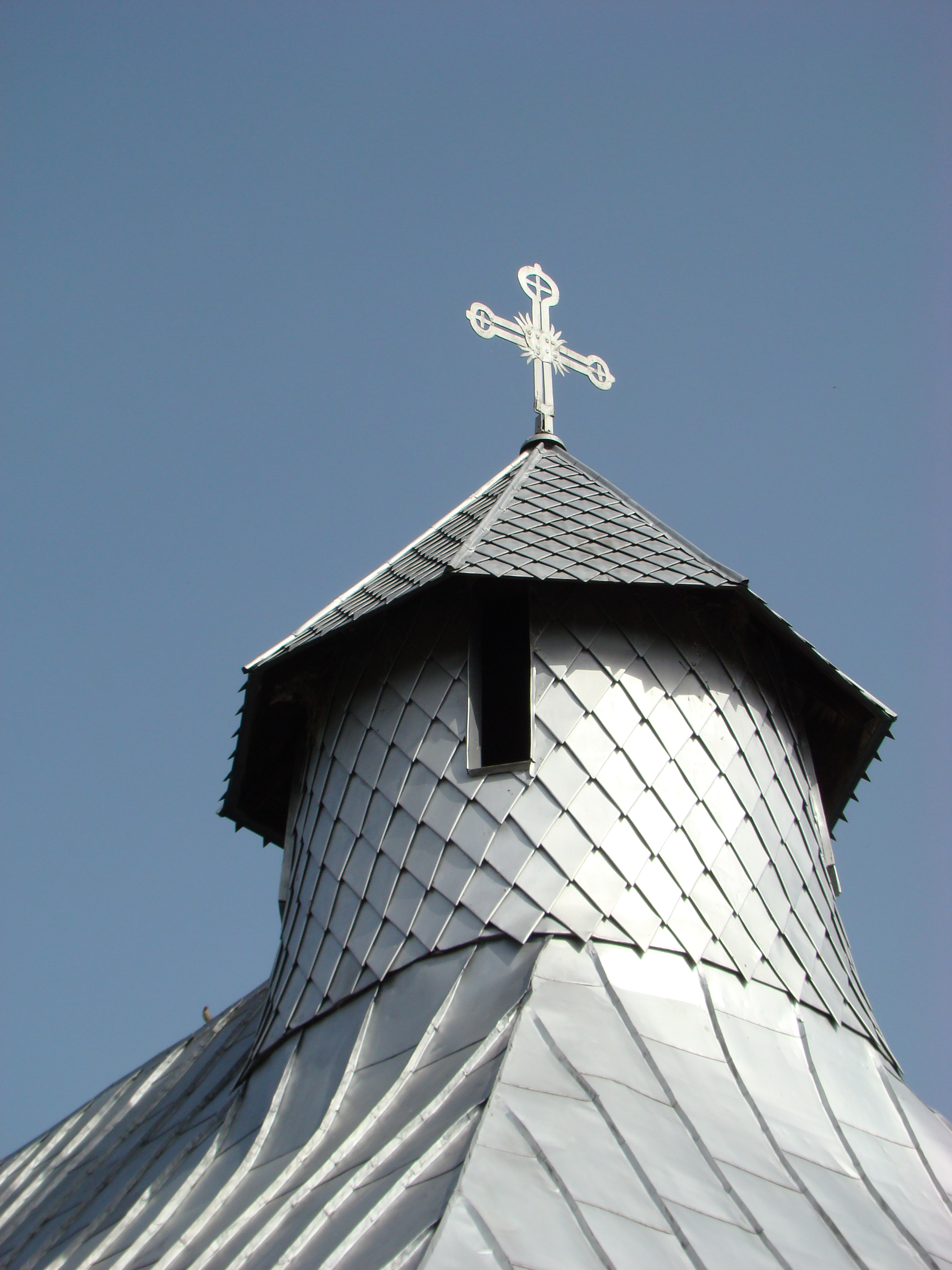
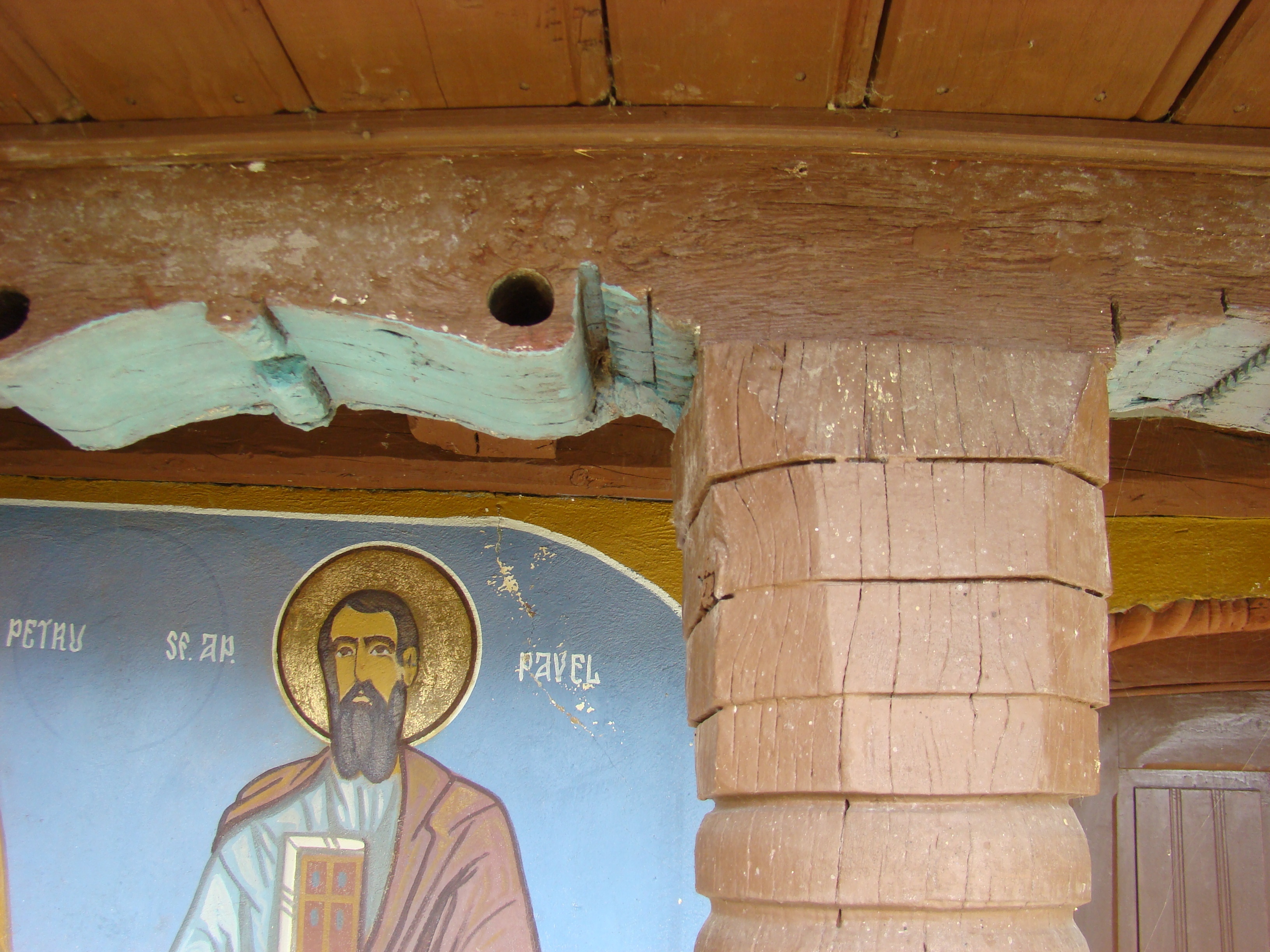
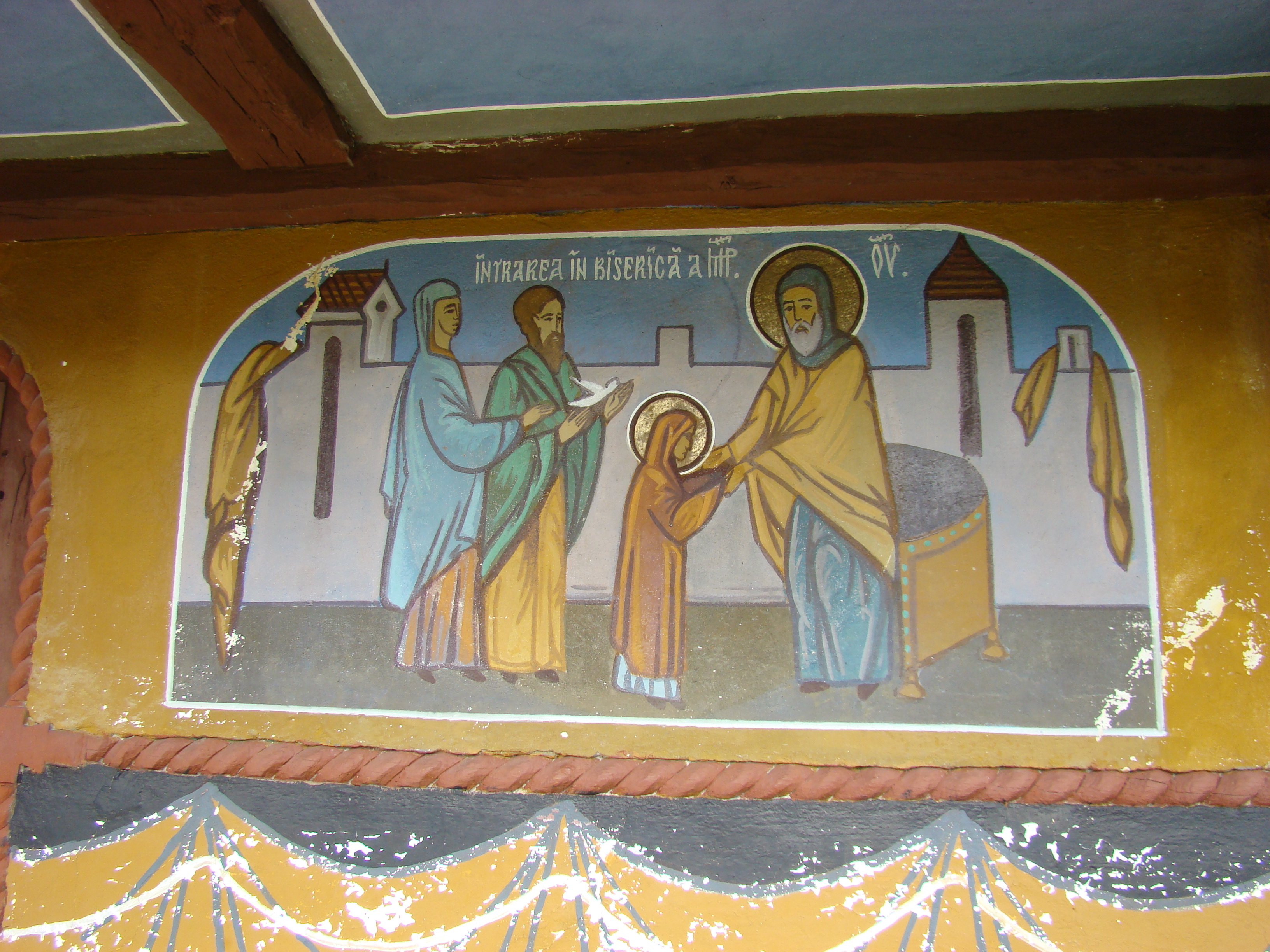
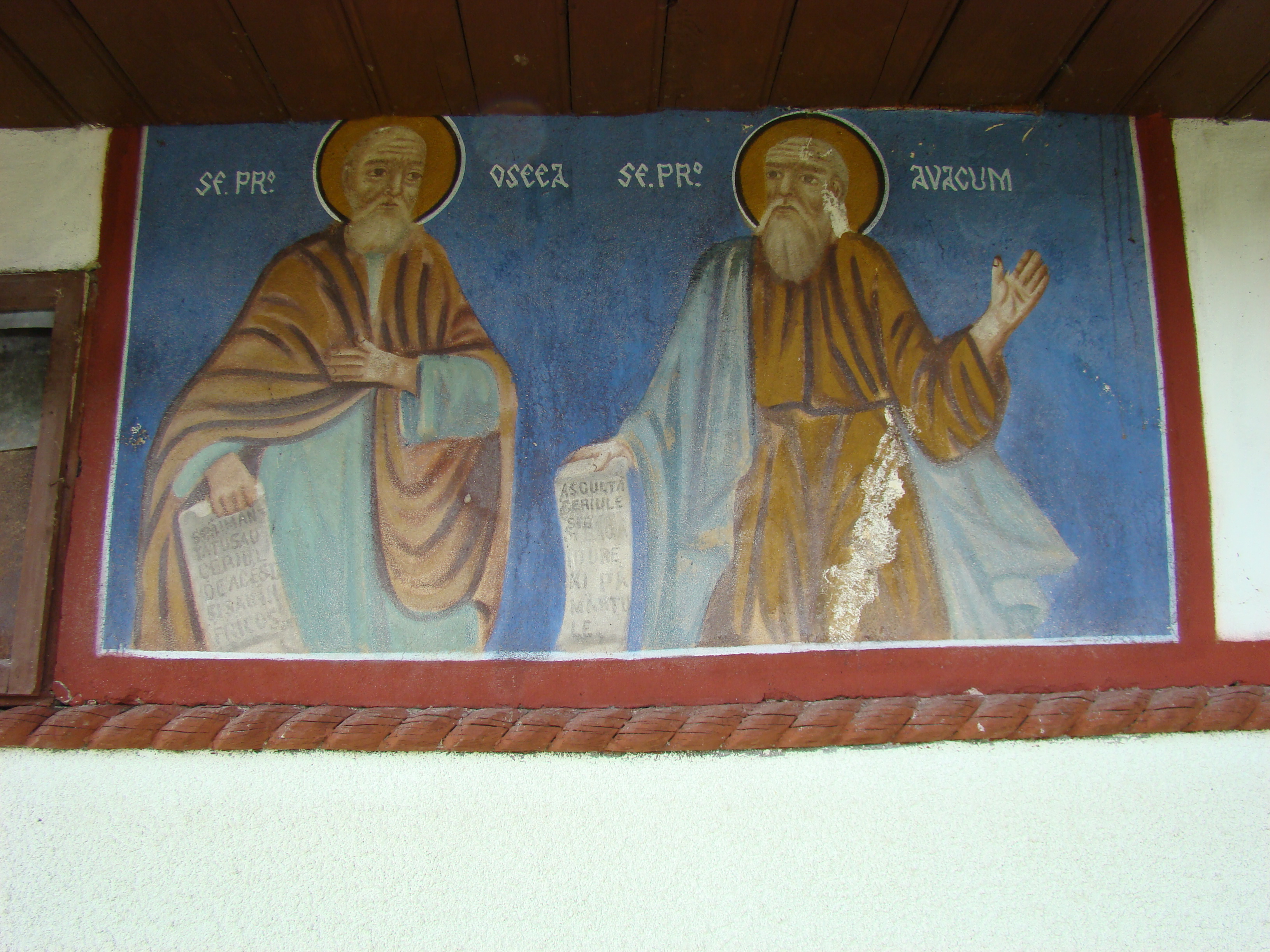
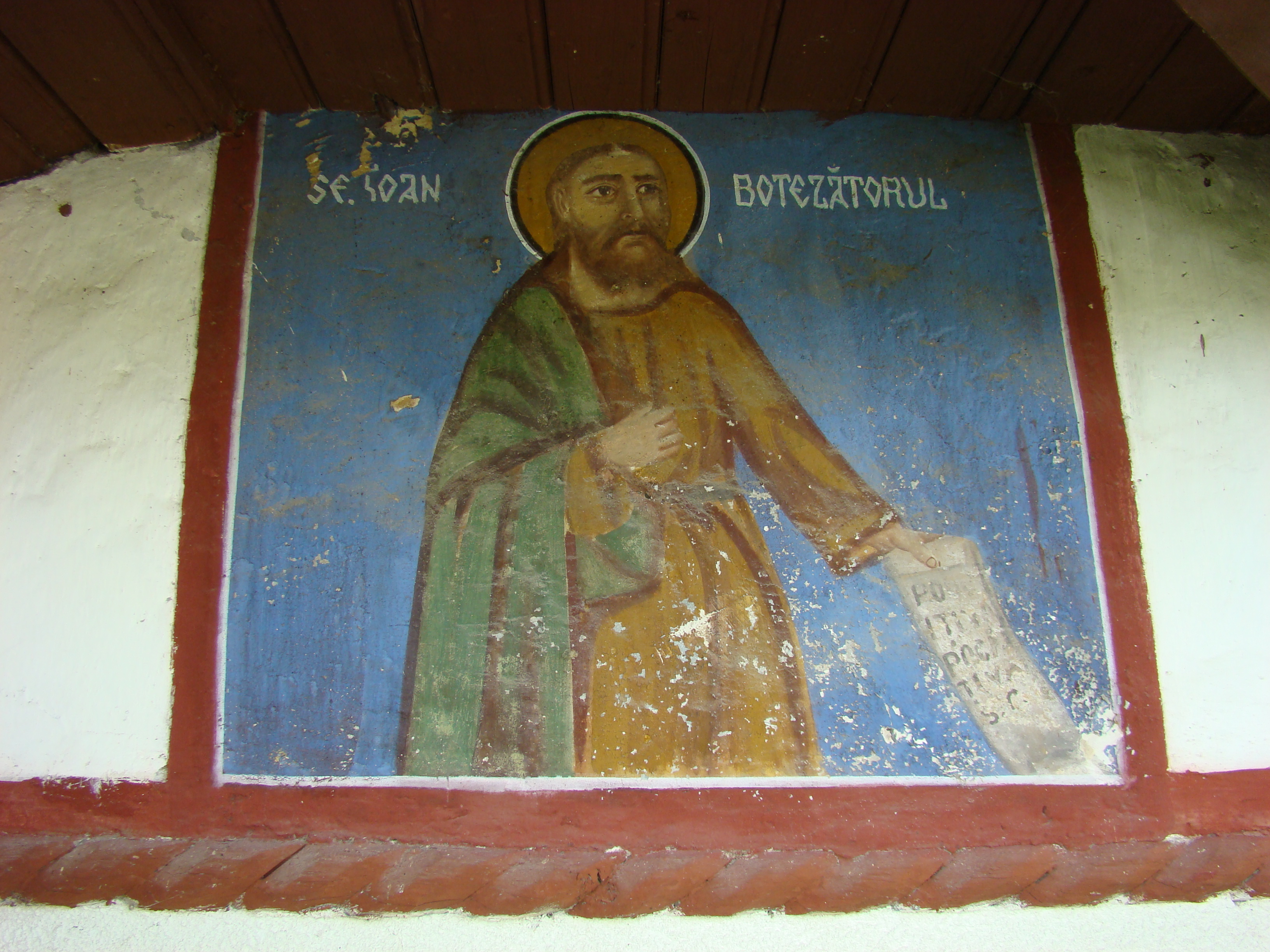
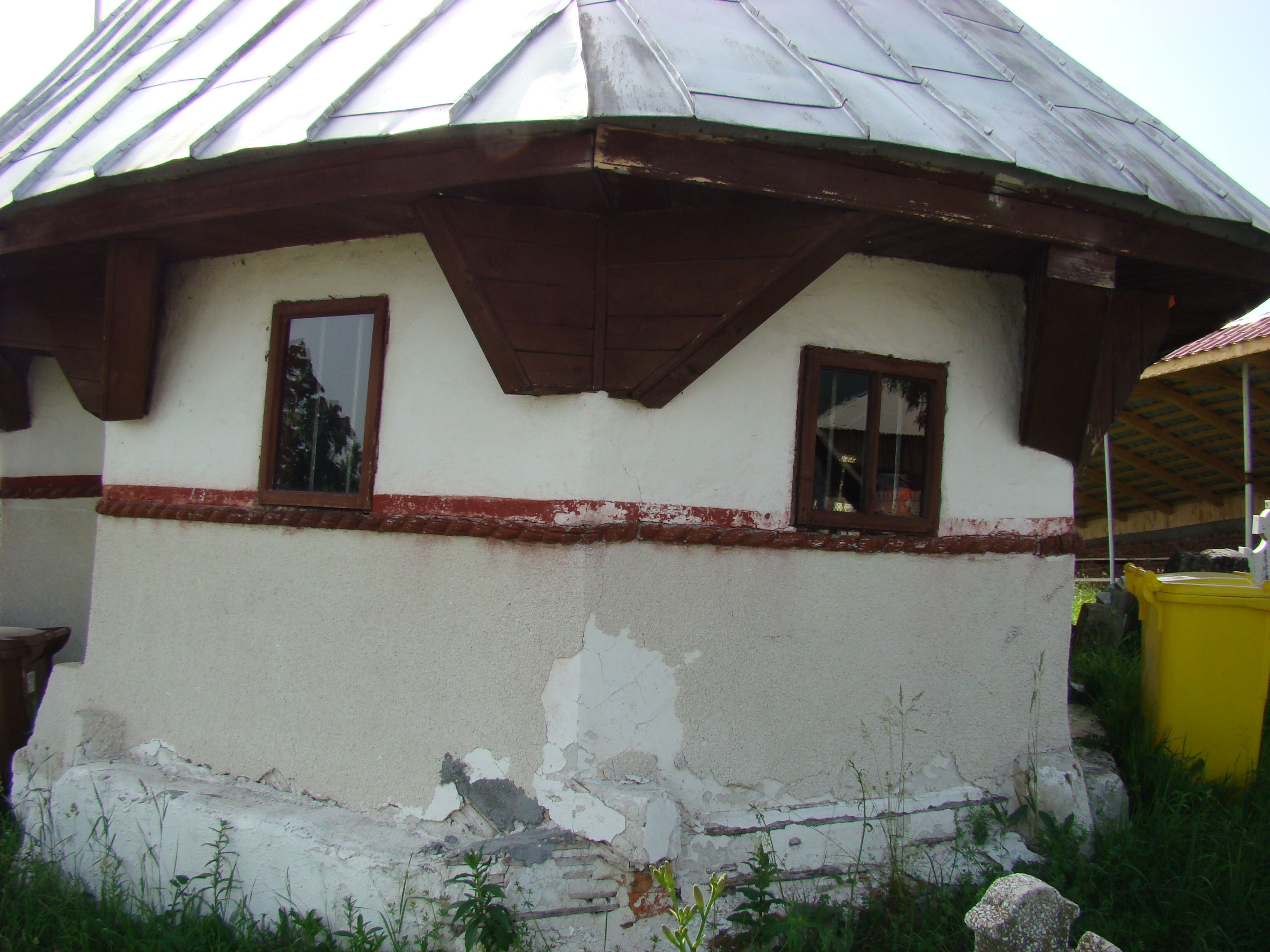